# Técnico superior de diagnóstico e terapêutica
Técnico superior de diagnóstico e terapêutica  é um profissional da área da saúde com formação de nível superior que utiliza técnicas de base científica com fins de promoção da saúde, e de prevenção, diagnóstico e tratamento da doença ou de reabilitação.

## Profissões abrangidas
As profissões abrangidas por este grupo profissional são as seguintes, são:
- Técnico de análises clínicas e de saúde pública
- Técnico de anatomia patológica, citologia e tanatológica
- Técnico de audiologia
- Técnico de Cardiopneumologia
- Dietista
- Técnico de farmácia
- Fisioterapeuta
- Higienista oral
- Técnico de medicina nuclear
- Técnico de Neurofisiologia
- Ortoptista
- Ortoprotésico
- Técnico de prótese dentária
- Técnico de radiologia
- Técnico de radioterapia
- Terapeuta da fala
- Terapeuta ocupacional
- Técnico de saúde ambiental

## Exercício da profissão
Só podem exercer estas profissões aqueles a quem, na sequência de uma formação superior, seja atribuído o título profissional respectivo por uma autoridade do Estado Português.
A detenção do título profissional é comprovada por uma cédula profissional.